# Gleitkommaoperation
Gleitkommaoperationen nennt man Befehle und Berechnungen in Computerprogrammen, die Gleitkommazahlen (englisch floating point numbers) verwenden. Diese Operationen werden benötigt, um mit gebrochenen Zahlen oder Zahlen in größeren Zahlenräumen rechnen zu können.
Ein arithmetischer Koprozessor (engl.: floating point processor bzw. floating point unit) ist in der Lage, Gleitkommaoperationen direkt auszuführen. Ist dieser nicht vorhanden, müssen diese Operationen zum Beispiel durch einen Compiler in Rechenoperationen mit Ganzzahlen übersetzt werden.
Floating Point Operations Per Second (kurz FLOPS; englisch für Gleitkommaoperationen pro Sekunde) ist eine Maßeinheit für die Geschwindigkeit von Computersystemen oder Prozessoren und bezeichnet die Anzahl der Gleitkommazahl-Operationen (Additionen oder Multiplikationen), die von ihnen pro Sekunde ausgeführt werden können.